# Villaharta
Villaharta ist eine Gemeinde mit 634 Einwohnern (Stand: 2024) in der Provinz Córdoba in Andalusien. Sie liegt in der Comarca Valle del Guadiato. 

## Geographie
Die Gemeinde grenzt an Espiel, Obejo und Pozoblanco. Sie liegt in der Sierra Morena und ist ein Bergbaudorf.

## Geschichte
Der Ort wurde erstmals im Jahre 1478 erwähnt.